# Kimbamanduka
Secondo la tradizione orale dei popoli dell'area di Dar es Salaam, Kimbamanduka fu un pazi (capo) del popolo Zaramo, vissuto nel XIX secolo. Kimbamanduka rispose alla richiesta di aiuto della popolazione di Mzizima (oggi Dar es Salaam) minacciata da invasori del popolo Kamba (Kenya), e ottenne in cambio il diritto di riscuotere tasse e il controllo delle aree di Buguruni, Mtoni e Kurasini. Kimbamanduka è anche ricordato come abile cacciatore di elefanti.